# Castrofilippo
Castrofilippo é uma comuna italiana da região da Sicília, província de Agrigento, com cerca de 3.237 habitantes. Estende-se por uma área de 17 km², tendo uma densidade populacional de 190 hab/km². Faz fronteira com Canicattì, Favara, Naro, Racalmuto.

## Demografia
| Variação demográfica do município entre 1861 e 2011                               |
|                                                                                   |
| Fonte: Istituto Nazionale di Statistica (ISTAT) - Elaboração gráfica da Wikipedia |